# Turó de Castellvell
El Turó de Castellvell és una muntanya de 308 metres que es troba al municipi de Brunyola i Sant Martí Sapresa, a la comarca catalana de la Selva.